# Дюніан (Південна Кароліна)
Дюніан (англ. Dunean) — переписна місцевість (CDP) в США, в окрузі Грінвілл штату Південна Кароліна. Населення — 3740 осіб (2020).

## Географія
Дюніан розташований за координатами 34°49′16″ пн. ш. 82°25′22″ зх. д. / 34.82111° пн. ш. 82.42278° зх. д. (34.821127, -82.422717).  За даними Бюро перепису населення США в 2010 році переписна місцевість мала площу 4,09 км², з яких 4,08 км² — суходіл та 0,01 км² — водойми.

## Демографія
Згідно з переписом 2010 року, у переписній місцевості мешкала 3671 особа в 1576 домогосподарствах у складі 905 родин. Густота населення становила 898 осіб/км².  Було 1867 помешкань (457/км²).
Расовий склад населення:
| - 56,1 % — білих - 35,0 % — чорних або афроамериканців - 0,3 % — корінних американців - 0,3 % — азіатів - 5,7 % — осіб інших рас |

До двох чи більше рас належало 2,5 %. Частка іспаномовних становила 10,2 % від усіх жителів.
За віковим діапазоном населення розподілялося таким чином: 21,0 % — особи молодші 18 років, 63,1 % — особи у віці 18—64 років, 15,9 % — особи у віці 65 років та старші. Медіана віку мешканця становила 39,5 року. На 100 осіб жіночої статі у переписній місцевості припадало 96,8 чоловіків;  на 100 жінок у віці від 18 років та старших — 94,6 чоловіків також старших 18 років.
Середній дохід на одне домашнє господарство  становив 39 860 доларів США (медіана — 30 938), а середній дохід на одну сім'ю — 45 321 долар (медіана — 32 208). Медіана доходів становила 36 920 доларів для чоловіків та 30 700 доларів для жінок. За межею бідності перебувало 26,7 % осіб, у тому числі 38,5 % дітей у віці до 18 років та 9,9 % осіб у віці 65 років та старших.
Цивільне працевлаштоване населення становило 1727 осіб. Основні галузі зайнятості: освіта, охорона здоров'я та соціальна допомога — 25,9 %, мистецтво, розваги та відпочинок — 14,3 %, виробництво — 13,2 %.